# Кашине Сера (Асти)
Кашине Сера је насеље у Италији у округу Асти, региону Пијемонт.
Према процени из 2011. у насељу је живело 12 становника. Насеље се налази на надморској висини од 198 м.